# Jafet Soto
Jafet Soto Molina (né le 1er avril 1976 à San José au Costa Rica) est un footballeur international costaricien, qui évoluait au poste de milieu de terrain, avant de devenir entraîneur.

## Biographie

### Carrière de joueur

#### Carrière en sélection
Avec l'équipe du Costa Rica, il joue 63 matchs (pour 10 buts inscrits) entre 1994 et 2005. Il figure notamment dans le groupe des sélectionnés lors des Gold Cup de 2000 et de 2005.
Il participe également à la Copa América de 1997.

## Palmarès
Costa Rica
- Copa Centroamericana (1) :
  - Vainqueur : 1999.